# Ophthalmolepis
Ophthalmolepis – rodzaj ryb okoniokształtnych z rodziny wargaczowatych.

## Klasyfikacja
Gatunek zaliczany do tego rodzaju:
- Ophthalmolepis lineolata